# Lulù/Toriton
Lulù/Toriton è un singolo del gruppo Rocking Horse, pubblicato nel 1981.

## Tracce
1. Lulù – 3:57 (Lucio Macchiarella, Douglas Meakin e Michael Fraser)
2. Toriton – 2:58 (Aldo Tamborrelli e Lucio Macchiarella)

## Descrizione
Lulù è un brano musicale scritto da Lucio Macchiarella, su musica e arrangiamento di Mike Fraser e Douglas Meakin, come sigla dell'anime Lulù l'angelo tra i fiori. Toriton è un brano musicale scritto da Lucio Macchiarella, su musica e arrangiamento di Aldo Tamborelli, come sigla dell'anime omonimo.
Raggiunse solo la 51° o la 22° posizione in classifica (le fonti sono discordi) nonostante le oltre trecentomila copie vendute.